# John Bowles (cónego)
John Bowles (ou Bockle, aliás John Ramsey) (falecido em 15 de agosto de 1558) foi um cónego de Windsor de 1557 a 1558.

## Carreira
Ele foi membro do All Souls College, Oxford.
Ele foi nomeado:
- Prior de Merton Priory Surrey (o último)

Ele foi nomeado para a primeira bancada na Capela de São Jorge, o Castelo de Windsor em 1557, e manteve a posição até 1558.